# Dona Milindra
Maria Cavalcante dos Santos (Dona Milindra) é um bairro da cidade de Patos, estado da Paraíba.

## Histórico
A área do atual bairro Dona Milindra era denominada de Jardim Brasil e posteriormente a Lei nº 2.401/97 alterou este nome, no período do então prefeito Ivânio Ramalho.

### Maria Cavalcante dos Santos
“Milindra” era um apelido que Maria Cavalcante dos Santos tinha desde a infância. A referida homenageada, que denominou o bairro, nasceu no Sítio Pé de Serra, em São José do Bonfim. Morreu em 31 de agosto de 1992, aos 74 anos. Foi casada com o agricultor Sebastião Venceslau dos Santos (conhecido por José, falecido em junho de 2005, aos 78 anos). Na década de 1960 o casal se mudou para Patos e passou a trabalhar no comércio local. Maria Cavalcante instalou uma barraca no Mercado Público e vendia plásticos, sabonete, esmalte, pentes etc.